# ベンガルール
ベンガルール（カンナダ語: ಬೆಂಗಳೂರು, [ˈbeŋɡəɭuːɾu] ( 音声ファイル), Bengaluru）、旧称バンガロール（英語: Bangalore, [bæŋɡəˈlɔːr]）は、インド南部・カルナータカ州の州都。南アジア有数の世界都市。
デカン高原の南、カルナータカ州南西部のマイソール高原の上に位置し、標高は920m。市域人口は842万人（2011年）に達し、インド第3の人口である。2016年の都市圏人口は1,016万人であり、同国第4位の大都市圏を形成している。インドにおけるIT産業の中心都市。イノベーション都市として知られる。

## 概要

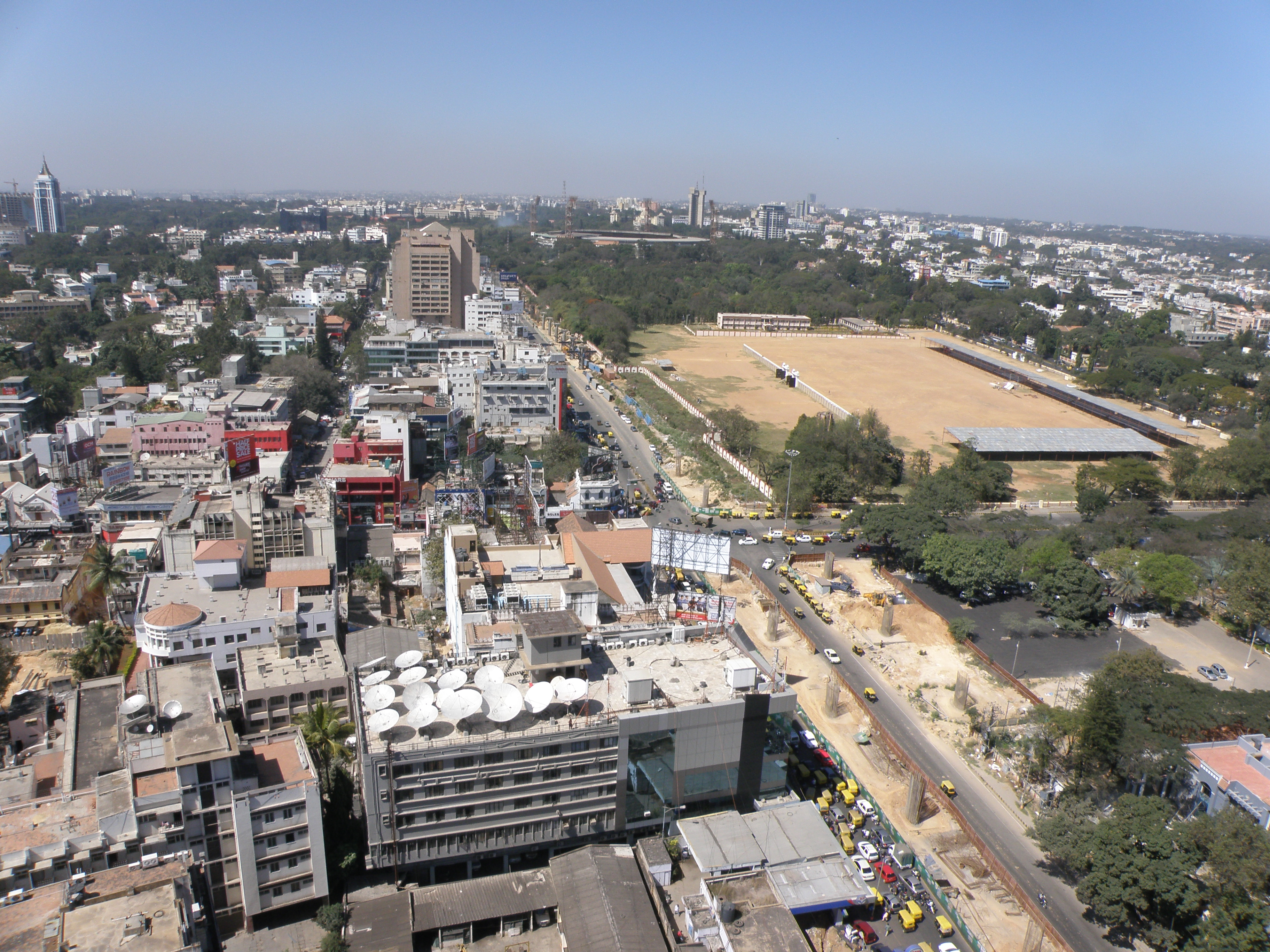
ベンガルール市街俯瞰 - MGロード、パレードグラウンド

ベンガルールの名が歴史に登場するのは西暦900年ごろだが、当時は住民がほとんどいない状態だった。都市としての記録が見られるのは1537年、ヴィジャヤナガル王国の配下の領主、ケンペ・ガウダ1世（Kempe Gowda I）が泥で市城を築き都市を設計し、ヴィジャヤナガル王国の地方都市として計画都市と化した以来のことである。後にマイソール王国の一部となり、後には首都として繁栄した。
19世紀にイギリスによるインド帝国建国後、バンガロールは南インドの軍事・行政の拠点として植民地支配の中心地となった。支配のための新市街、バンガロール・カントンメント（兵営）が設置されると、タミル人、テルグ人、その他北インドの労働者がカントンメントやその都市基盤の建設のために他地方から流入した。

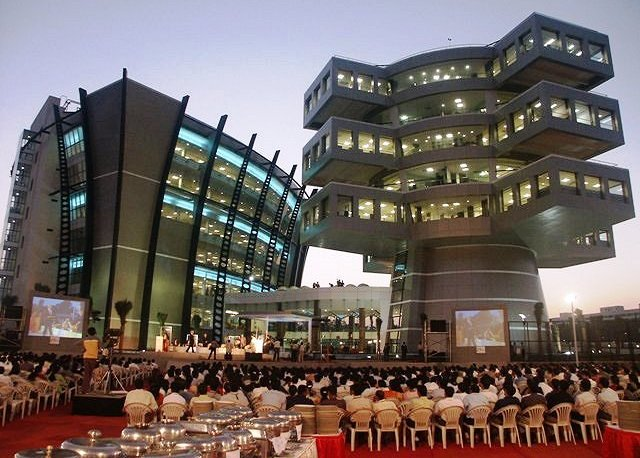
ベンガルール郊外に建設されたホワイトフィールド地区（iFlex building）。かつての小村は今日、ベンガルール都市圏の経済と娯楽の新しい中心となった

ベンガルールの気候は、高原にあるためインドの他都市と比較すると穏やかで涼しく、「インドのガーデン・シティ（庭園都市）」と呼ばれ、他地方の人々から見て大きな魅力になっている。1947年にインドが独立したあと、バンガロールは国営の重工業、航空産業、宇宙産業、防衛産業の工場群が置かれた。さらに、インド経済自由化後のバンガロールにおけるハイテク産業の確立と成功は、インドの情報通信産業（IT産業）を成長させる原動力になった。バンガロールは「インドのシリコンバレー」と呼ばれるまでになり、インドの2004年のソフトウェア輸出の35%を占めるに至っている。高い教育水準を誇る大学群と研究所群の所在地として知られ、国内第2位の識字率を誇るが、発展途上国の巨大化する都市の常として、バンガロールも大気汚染、交通渋滞、犯罪、スラムなどの問題と格闘している。また、デリーに次いで在留邦人が多い為、2008年1月に出張駐在官事務所が開設された。
2005年12月11日、カルナータカ州政府は都市の名をカンナダ語での名称に合わせた「ベンガルール（Bengalūru）」に改名する方針を示した。新しい名は2006年11月1日に発効したが、インド内務省からの許可が遅れ、2014年11月1日、他のカルナータカ州の都市と合わせて「ベンガルール」への改名が正式に認可された。

## 地理

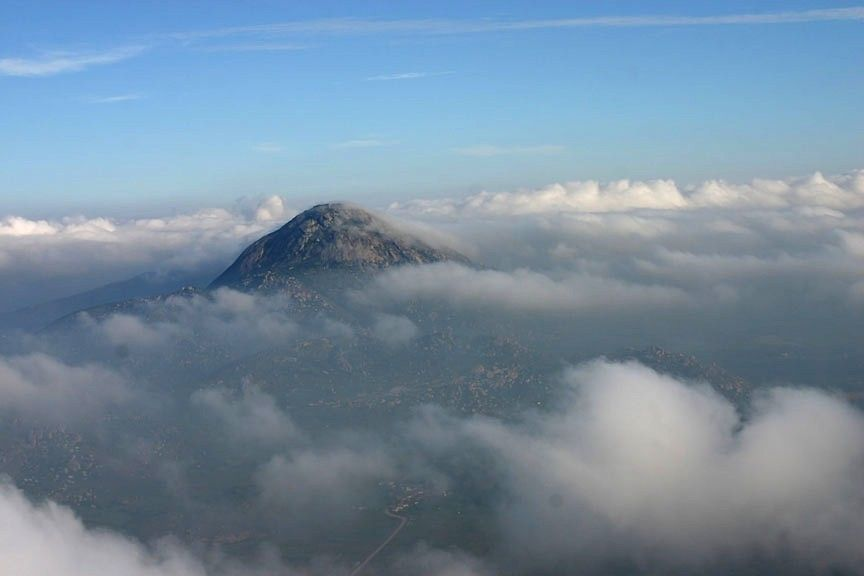
高原都市ベンガルールの北郊、ナンディー丘陵

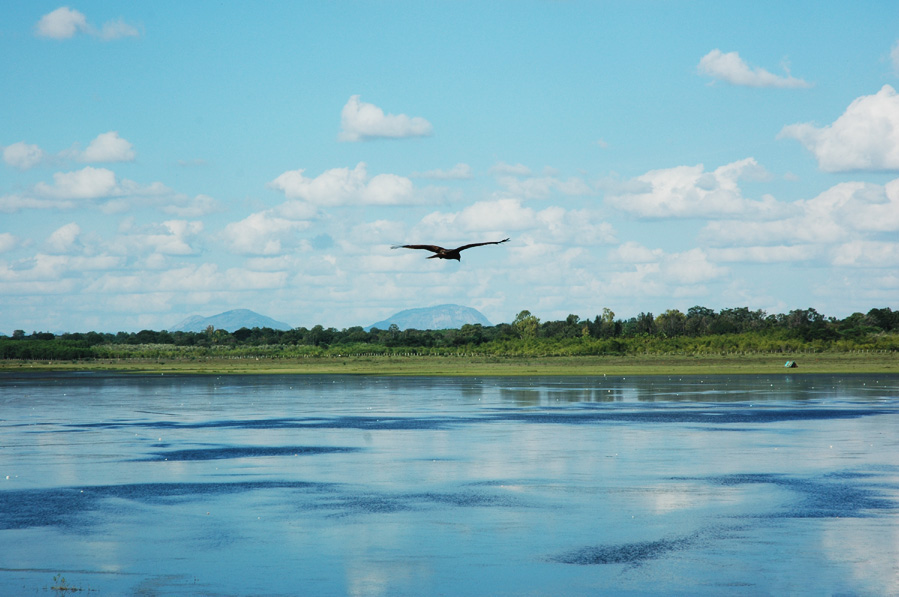
バンガロール湖

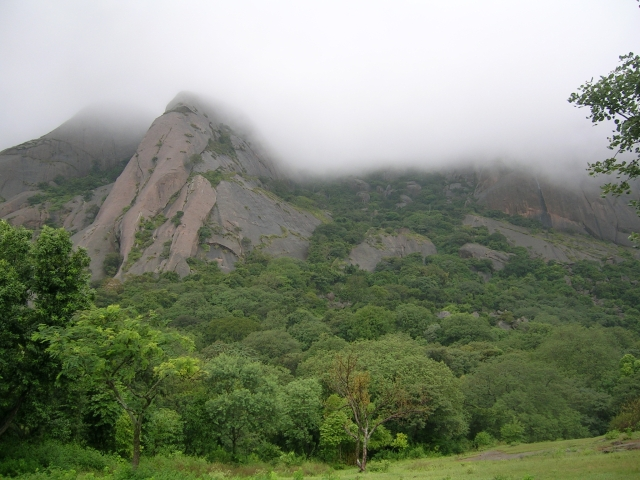
サヴァンドゥルガの森

ベンガルールは南インドの南西、カルナータカ州に位置し、デカン高原の一部をなすマイソール高原の中心部に位置する。海抜の平均は920m、北緯12度58分、東経77度34分に位置する。安定した地殻の上にあるため、地震はほとんどない。
都市の面積は2,190平方キロメートル。ベンガルール都市圏は3つのタルク（taluk、県と村の間にある行政区画で、財政や行政の一定の権限を有する。通常、郡などと訳される）から成る。ベンガルール・ノース、ベンガルール・サウス、アネカルの3つである。ノースは平坦で、サウスは谷や丘が多くやや起伏に富んでいる。都市の地形は真ん中に一本の尾根が通るほかは全体に平らである。土壌は赤いラテライトや粘土質の土が主で、落葉樹やココナツの木が多い。
大きな川は流れておらず、ケンペ・ガウダ1世はベンガルール建設の際に飲料水のために多くの湖を周囲に造った。20世紀前半、マイソール藩王国宰相ミールザー・イスマーイールは近郊に貯水池を造り水道を引き都市の成長に対応した。現在もベンガルール市民は多くのダムに飲み水を依存しているが、水不足は毎年夏になると深刻になる。
大気汚染調査によれば、交通の混雑した場所の大気汚染は「重度」から「深刻」に区分されるが、アフマダーバード、デリー、コルカタのような重度に汚染された町と比較すると、ベンガルールやムンバイは中程度の汚染とされる。
北に60km行くと海抜1300mを超えるナンディー丘陵があり、避暑地として名高い。

### 気候
ベンガルールは、雨季と乾季がはっきりしているサバナ気候（ケッペンの気候区分 Aw）である。ベンガルールは高い標高にあるため、時折、夏に不快な熱波が発生するが、通常、一年を通してより穏やかな気候を満喫することができる。
最も寒い月は平均最低気温が15.4 °Cの12月で、最も暑い月は平均最高気温が32.8 °Cの4月である。
これまでにベンガルールが記録した最高気温は38.9 °C（1931年3月）で、最低気温は7.8 °C（1884年1月）である。
冬の気温はほとんど12 °C以下に下がらない。夏の気温はほとんど34–35 °Cは超えない。ベンガルールでは北東と南西モンスーンの両方の影響で降水を観測する。そのため最も降水量の多い月は9月と、10月、8月である。夏の暑さは、かなり頻繁に降る雷雨によって緩和される。雷雨は時折停電や局地的な洪水を引き起こすこともある。
| ベンガルール(平均値:1981年～2010年, 極値:1901年～2012年)の気候 | ベンガルール(平均値:1981年～2010年, 極値:1901年～2012年)の気候 | ベンガルール(平均値:1981年～2010年, 極値:1901年～2012年)の気候 | ベンガルール(平均値:1981年～2010年, 極値:1901年～2012年)の気候 | ベンガルール(平均値:1981年～2010年, 極値:1901年～2012年)の気候 | ベンガルール(平均値:1981年～2010年, 極値:1901年～2012年)の気候 | ベンガルール(平均値:1981年～2010年, 極値:1901年～2012年)の気候 | ベンガルール(平均値:1981年～2010年, 極値:1901年～2012年)の気候 | ベンガルール(平均値:1981年～2010年, 極値:1901年～2012年)の気候 | ベンガルール(平均値:1981年～2010年, 極値:1901年～2012年)の気候 | ベンガルール(平均値:1981年～2010年, 極値:1901年～2012年)の気候 | ベンガルール(平均値:1981年～2010年, 極値:1901年～2012年)の気候 | ベンガルール(平均値:1981年～2010年, 極値:1901年～2012年)の気候 | ベンガルール(平均値:1981年～2010年, 極値:1901年～2012年)の気候 |
| 月                                                             | 1月                                                            | 2月                                                            | 3月                                                            | 4月                                                            | 5月                                                            | 6月                                                            | 7月                                                            | 8月                                                            | 9月                                                            | 10月                                                           | 11月                                                           | 12月                                                           | 年                                                             |
| -------------------------------------------------------------- | -------------------------------------------------------------- | -------------------------------------------------------------- | -------------------------------------------------------------- | -------------------------------------------------------------- | -------------------------------------------------------------- | -------------------------------------------------------------- | -------------------------------------------------------------- | -------------------------------------------------------------- | -------------------------------------------------------------- | -------------------------------------------------------------- | -------------------------------------------------------------- | -------------------------------------------------------------- | -------------------------------------------------------------- |
| 最高気温記録 °C （°F）                                         | 32.8 (91)                                                      | 35.9 (96.6)                                                    | 37.3 (99.1)                                                    | 38.3 (100.9)                                                   | 38.9 (102)                                                     | 38.1 (100.6)                                                   | 33.3 (91.9)                                                    | 33.3 (91.9)                                                    | 33.3 (91.9)                                                    | 32.4 (90.3)                                                    | 31.7 (89.1)                                                    | 31.1 (88)                                                      | 38.9 (102)                                                     |
| 平均最高気温 °C （°F）                                         | 27.9 (82.2)                                                    | 30.7 (87.3)                                                    | 33.1 (91.6)                                                    | 34.0 (93.2)                                                    | 33.3 (91.9)                                                    | 29.6 (85.3)                                                    | 28.3 (82.9)                                                    | 27.8 (82)                                                      | 28.6 (83.5)                                                    | 28.2 (82.8)                                                    | 27.2 (81)                                                      | 26.5 (79.7)                                                    | 29.6 (85.3)                                                    |
| 平均最低気温 °C （°F）                                         | 15.8 (60.4)                                                    | 17.5 (63.5)                                                    | 20.0 (68)                                                      | 22.0 (71.6)                                                    | 21.7 (71.1)                                                    | 20.4 (68.7)                                                    | 19.9 (67.8)                                                    | 19.8 (67.6)                                                    | 19.8 (67.6)                                                    | 19.6 (67.3)                                                    | 18.0 (64.4)                                                    | 16.2 (61.2)                                                    | 19.2 (66.6)                                                    |
| 最低気温記録 °C （°F）                                         | 7.8 (46)                                                       | 9.4 (48.9)                                                     | 11.1 (52)                                                      | 14.4 (57.9)                                                    | 16.7 (62.1)                                                    | 16.7 (62.1)                                                    | 16.1 (61)                                                      | 14.4 (57.9)                                                    | 15.0 (59)                                                      | 13.2 (55.8)                                                    | 9.6 (49.3)                                                     | 8.9 (48)                                                       | 7.8 (46)                                                       |
| 雨量 mm （inch）                                               | 1.9 (0.075)                                                    | 5.4 (0.213)                                                    | 18.5 (0.728)                                                   | 41.5 (1.634)                                                   | 107.4 (4.228)                                                  | 106.5 (4.193)                                                  | 112.9 (4.445)                                                  | 147.0 (5.787)                                                  | 212.8 (8.378)                                                  | 168.3 (6.626)                                                  | 48.9 (1.925)                                                   | 15.7 (0.618)                                                   | 986.9 (38.854)                                                 |
| 平均降雨日数                                                   | 0.2                                                            | 0.4                                                            | 1.1                                                            | 3.1                                                            | 6.7                                                            | 6.2                                                            | 7.2                                                            | 9.9                                                            | 9.8                                                            | 8.3                                                            | 3.8                                                            | 1.4                                                            | 58.1                                                           |
| % 湿度                                                         | 41                                                             | 32                                                             | 29                                                             | 35                                                             | 47                                                             | 62                                                             | 65                                                             | 67                                                             | 64                                                             | 65                                                             | 61                                                             | 53                                                             | 52                                                             |
| 平均月間日照時間                                               | 262.3                                                          | 247.6                                                          | 271.4                                                          | 257.0                                                          | 241.1                                                          | 136.8                                                          | 111.8                                                          | 114.3                                                          | 143.6                                                          | 173.1                                                          | 190.2                                                          | 211.7                                                          | 2,360.9                                                        |
| 出典1：India Meteorological Department                         |                                                                |                                                                |                                                                |                                                                |                                                                |                                                                |                                                                |                                                                |                                                                |                                                                |                                                                |                                                                |                                                                |
| 出典2：NOAA (sun: 1971–1990)                                   |                                                                |                                                                |                                                                |                                                                |                                                                |                                                                |                                                                |                                                                |                                                                |                                                                |                                                                |                                                                |                                                                |

## 歴史

### 名の由来

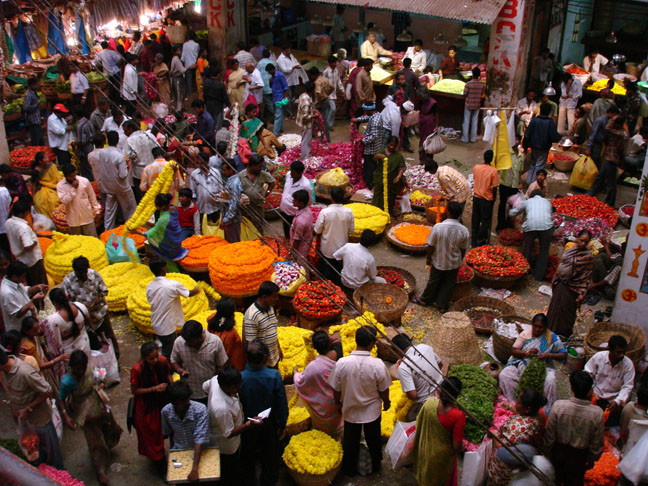
ベンガルールの市場

「バンガロール」はカンナダ語の都市名「ベンガルール」の英語化された名前である。ベンガルールの名が記録に現れるのは9世紀、西ガンガ朝が建てた「vīra gallu」（ವೀರ ಗಲ್ಲು , 「英雄の石」）と呼ばれる英雄を称える石碑の碑文に見られる。このうちベグル（Begur）近郊で見つかった碑文によると、この地域は890年に戦いの起こった地で、1004年まで西ガンガ朝の一部であり、ベンガヴァル・ウル（Bengaval-uru）、古いカンナダ語で「護りの街」と呼ばれていた。
しかしより広く知られた地名説話ではこのようになっている。南インドのホイサラ朝の王バッラーラ2世（Veera Ballala II, 1173年から1220年まで王位にあった）が狩りの最中、森で道に迷い、飢えて疲れ果てたところに貧しい老婆に助けられ、茹でた豆を振舞われた。感謝した王は、この地を「茹でた豆の街」を意味するベンダ・カアル・ウル（benda-kaal-uru, ಬೆಂದಕಾಳೂರು）と名づけ、後にこれが「ベンガルール」になったという。

### 街の建設

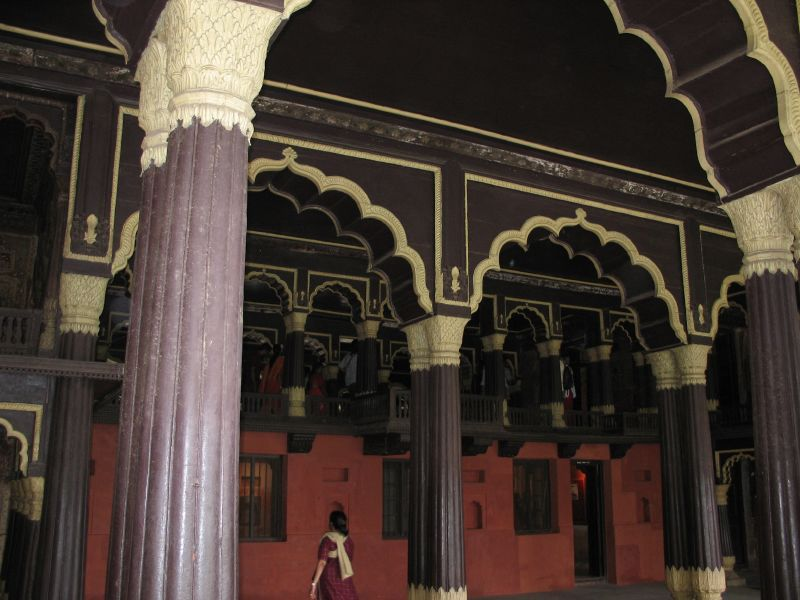
マイソール王国のティープー・スルタンが1791年に建てた夏の宮殿

タミル・ナードゥから来たチョーラ朝がこの地を1015年から1116年まで支配し、その後はマイスールに興ったホイサラ朝に支配された。
近代のベンガルールの町はヴィジャヤナガル王国の封建領主、ケンペ・ガウダ1世が1537年に築いた泥の城壁都市（Pete、ペイテイ）に始まる。彼は当初、この町を「英雄の町」を意味する「gandubhūmi」と呼んだ。この都市は二つの地区に分かれ、二本の大通りが交差する計画都市だった。後継者ケンペ・ガウダ2世はベンガルールの境界を定める4本の塔を建造した。ヴィジャヤナガル時代にはこの街は「Devarāyanagara」あるいは「Kalyānapura」（吉兆の町）とも呼ばれた。
ヴィジャナガル王国が崩壊すると、ベンガルールはマラーター王国、次いでムガル帝国の侵攻を受けた。1687年にムガル帝国の皇帝アウラングゼーブは、マイソール王国の支配者にしてオデヤ朝（Wodeyar）の王、チッカ・デーヴァ・ラージャにベンガルールを30万ルピーで貸したことからこの地はマイソールの支配下に置かれた。マイソール軍の将軍ハイダル・アリーがクリシュナ・ラージャ2世から王権を奪った。これにより、ハイダル・アリーがマイソール王国の事実上の支配者となり、その死後は息子で「マイソールの虎」と呼ばれたティプー・スルターンが引き継ぎ、ベンガルールに宮殿を建てるなど整備をした。

### イギリス支配

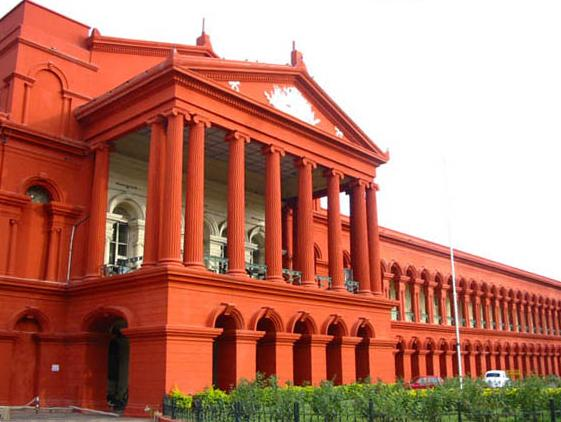
カルナータカ州最高裁建物

1799年の第4次イギリス・マイソール戦争でティプー・スルターンが討ち死にすると、ベンガルールは一旦イギリス東インド会社の支配を受けた。イギリス人は城壁都市をマイソールに返還したものの、その横に新都市（カントンメント）を築きその司法権を所持した。イギリス領インドが拡大すると、バンガロールはマドラス管区（Madras Presidency）に含まれることになった。マイソール王国は1831年、古都マイソールからバンガロールに首都を移した。さらに、1864年のマドラス（チェンナイ）との鉄道開通、電話開通が都市拡大に拍車をかけた。
19世紀、バンガロールは双子都市の形状を呈していた。城壁都市はカンナダ語を話すカンナダ人が住み、カントンメントにはイギリス人とタミル人が住んでいた。1898年には腺ペストが大流行し、住民は激減し電話回線による救援と医師派遣の依頼が都市をかろうじて救った。1906年、水力発電所の建設によって、バンガロールはインドで初めて電気が普及した町となった。1927年、藩王クリシュナ・ラージャ4世の在位25年を記念してさまざまな行事が行われたが、この際病院などと並んで公園が建設されたことで、バンガロールは「インドの庭園都市」の別名を持つことになる。

### 独立後のバンガロール
1947年の独立後、マイソール王国の範囲はマイソール州となり、バンガロールはその州都となった。1956年には州を言語別に再編成する事業が始まり、マイソール州はカンナダ語地域を統一する形に再編され、1973年カルナータカ州に改名された。マイソール州設立時、カンナダ語を話す人たちへの教育普及や公的機関への就職が進められ、1940年代後半にカンナダ語地域からの人口流入が始まり都市はさらに拡大した。1961年には人口120万人とインド6位の大都市になり、自動車会社や航空機会社の工場設立によりさらに人口は増えた。

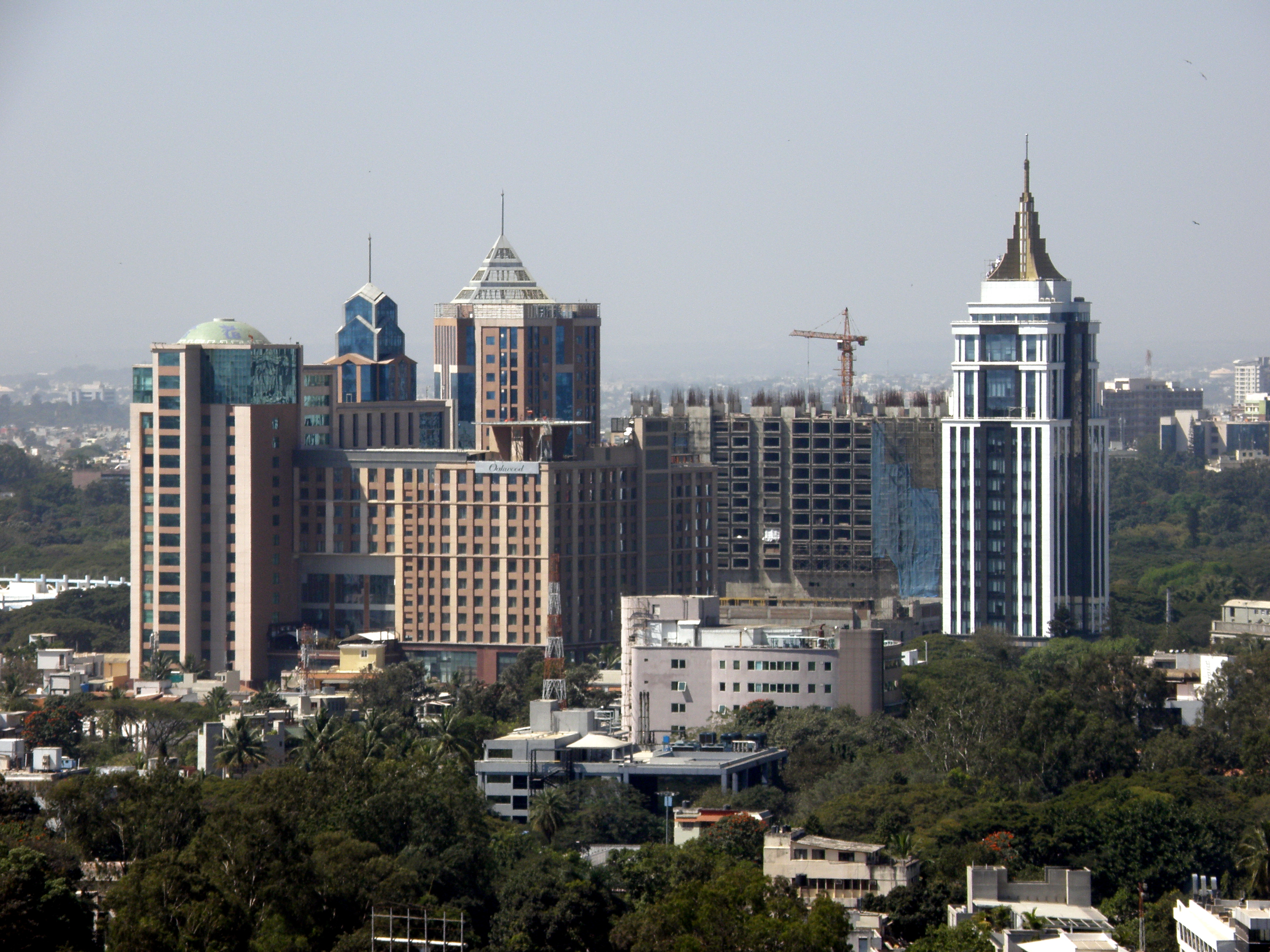
UBシティ、バンガロール発展の象徴

1980年代から1990年代にかけてバンガロールに不動産ブームが起こり、全国から投資が集中しコロニアル様式のバンガローは相次いで高層マンションに姿を変えた。また銀行やファストフードなど多国籍企業の進出も相次いだ。こうした国内外からの資本・人口・文化の流入や再開発は、地元言語や文化のアイデンティティの危機を招いた。1996年にはバンガロールで開かれたミス・ワールドコンテスト決勝に女性団体ほかが反対運動を起こし暴動に発展し、同年ケンタッキーフライドチキンの店舗が農民団体に襲われるなど、西洋文化への反対が相次いだ。都市政府は都市の国際化に対応しスタジアムや高級コンドミニアム建設を進めたが、これは貧しい地域の住宅やコミュニティの破壊と、彼らを郊外のより貧困な住宅地に隔離する結果になっている。また1990年代末からのドットコムバブル、ITブームはソフトウェア産業の雇用を増やしたが、その他の産業の雇用はむしろ減少している。2000年代初頭には、貧富の差と不完全なインフラ整備からなる劣悪な住環境の改善を目指した、インド初のゲーテッドコミュニティも出現した。

## 人口構成

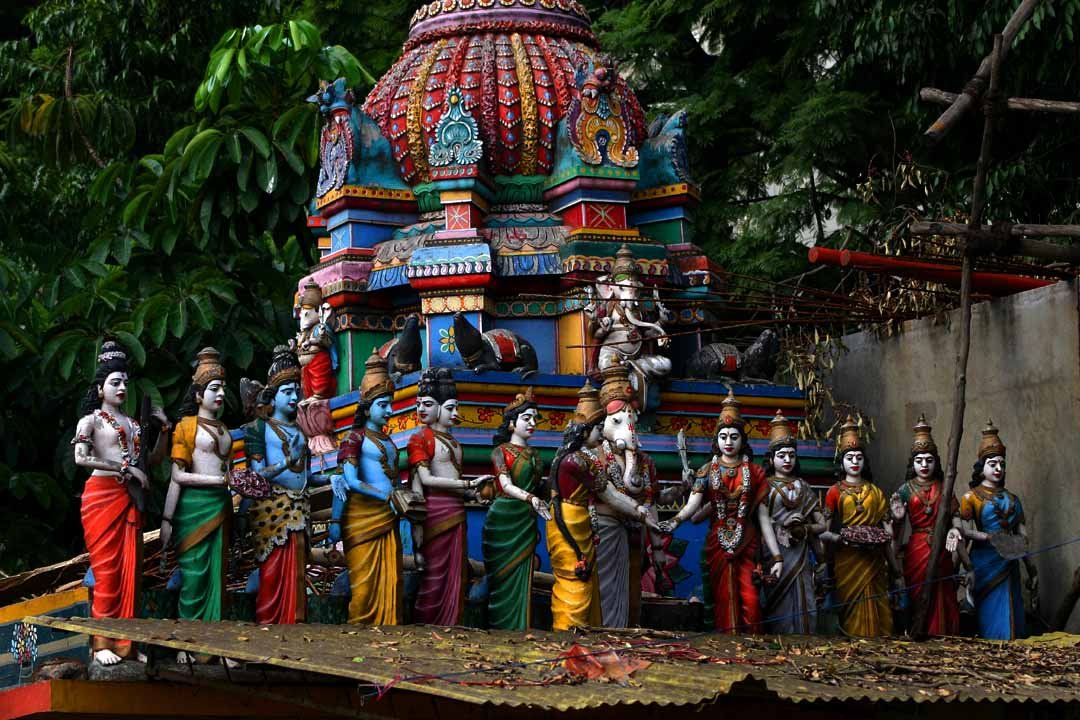
ベンガルールのヒンドゥー教寺院

2011年の調査で、ベンガルールの人口は市域、都市圏ともに800万人を超え約850万人と、インド3位、世界27位であり、人口増加率は2001年から2011年の10年間で46.68%、年平均で約3.9%とデリーを抜いてインド主要都市の中でトップの勢いである。バンガロールっ子は、Bangaloreans または Bangalorites と呼ばれる。カンナダ語話者が38%を占めるが、その他タミル・ナードゥ州、ケーララ州、アーンドラ・プラデーシュ州など南インド諸州の出身者も多い。カンナダ語が公用語だが、タミル語、テルグ語、ヒンディー語も通じる。ホワイトカラーの間では英語が共通語である。
2001年の国勢調査では、ヒンドゥー教徒が79.37%、ムスリムが13.37%と、ほぼ全国の宗教構成と近い値である。またキリスト教徒が5.79%でジャイナ教徒は1.05%と、これらは他都市より割合が多い。女性の比率は人口の47.5%で、識字率は83%とムンバイに次ぐ全国2位の高さである。
カースト外の不可触民の割合は都市の14.3%。農業従事者はわずか6%。住民の10%がスラムに住むが、これは発展途上国の他都市よりも低い割合である。

## 経済

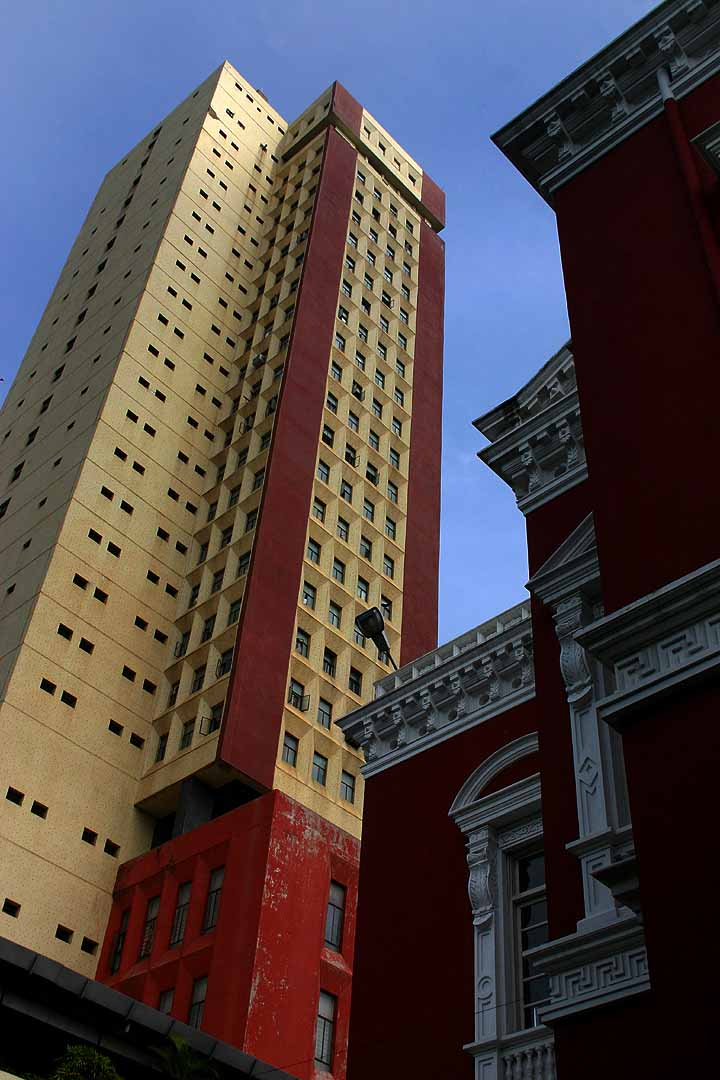
ベンガルールのビジネスのシンボル、ユーティリティ・ビル

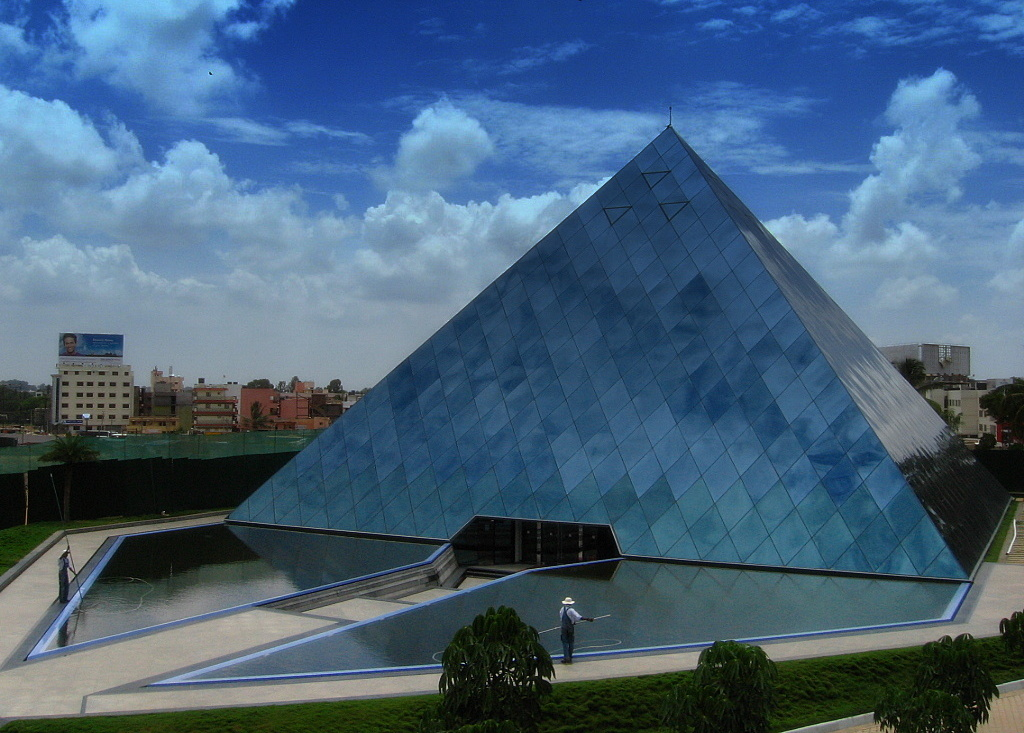
ベンガルールのIT産業の代表格、インフォシス社本社

ベンガルールの巨大な経済は、同市をインドの経済センターの一つへと押し上げている。2001年の調査で、ベンガルールは37億ドルの海外直接投資を受け入れ、インド第3位となった。これには1940年代、マイソール藩王国首相であったミールザー・イスマーイール（Mirza Ismail）ら地元の先見の明のある政治家達が製造業の基盤整備を行った事が大きい。
ベンガルールには北インドとは違い巨大財閥はないが、国営の重工業企業、とりわけ軍需産業の本社所在地がある。たとえばヒンドスターン航空機（HAL、Hindustan Aeronautics Limited、インド最大の軍用機メーカー）、バーラト重電（BHEL、Bharat Heavy Electricals Limited、軍事用精密機器なども開発）、バーラト土木工事機械（BEML、Bharat Earth Movers Limited、戦車なども開発）、ヒンドスターン工作機械（HMT、Hindustan Machine Tools）、国立航空宇宙研究所（National Aerospace Laboratories）、といったインドを代表する軍需企業や陸海空軍の研究施設が集中的にベンガルールに配置された。1972年、インド宇宙研究機関（ISRO、Indian Space Research Organisation）が宇宙省のもとベンガルールに設立された。これら軍需や航空宇宙といった産業が情報技術に熱心であること、また後述するとおり優秀な高等教育機関が集中していること、これらの大学を出てアメリカにわたりシリコンバレーで活躍した人材が、故国に戻って優れた頭脳を生かして働くことのできるベンチャー企業がこの地に設立されたこと（たとえばインド3位のソフト企業となったウィプロ（Wipro、1980年創立）、同じくインド2位のインフォシス・テクノロジーズ（Infosys、1981年創立））も、ベンガルールがIT産業の中心となる要因であった。
1984年、インド政府はソフトウェア作成に必要なソフトウェア輸入の関税優遇など、コンピュータ産業優遇策を発表。私立の工業大学設置も認可した。1980年代後半より、テキサス・インスツルメンツをはじめアメリカの主だった精密機器・ソフトウェア産業が続々とベンガルールに進出。同時にインド政府、州政府などは経済自由化の波を利用し、情報・ソフトウェア産業やその人材に対する規制緩和、1990年代より大規模な工業団地造成と進出企業に対する税の優遇など、思い切ったIT振興策をとった。
こうして、IT産業の集積する南インド諸都市の中でも、ベンガルールは「インドのシリコンバレー」と呼ばれるようにインドのソフトウェア輸出に最大の貢献を果たしている。ベンガルール近郊にはIT企業などの入る、優遇措置の行き届いた主な工業団地が3つある。インド・ソフトウェア・テクノロジー・パーク（STPI、Software Technology Parks of India, Bangalore）、国際テクノロジー・パーク（ITPL、International Technology Park Ltd.）、エレクトロニクス・シティ（Electronics City）である。これらの工業団地には整備された道路、優れた情報インフラ、外国人向けの立派な住宅や安心できるサービス業まで揃っている。
エレクトロニクス・シティにはインフォシス、ウィプロといった地元IT企業が本社を置くほか外資系IT企業が進出しているが、ベンガルール市街地とエレクトロニクス・シティを結ぶホスール・ロード（Hosur Road）はインド国内を結ぶハイウェイ・国道7号も兼ねているためか、自家用車や長距離トラックで激しく渋滞する。ベンガルールのIT産業のトップたちは都市基盤の整備を求めているが、カルナータカ州の農民票に支えられた伝統的で官僚的な政府とはいつも対立している。
バイオテクノロジーもベンガルールの新しい成長分野である。インドの240以上あるバイオテクノロジー企業のうち、100ほどがベンガルールに本社を置いている。そのうち、バイオコン（Biocon）はインドのバイオ産業をリードしており、世界でも20位以内に入る企業である。
また、ベンガルール証券取引所は南インド最大の取引所である。
日本とのつながりとしては、日本の本田技研工業の子会社であるホンダ・モーターサイクル・アンド・スクーター・インディアがリージョナルオフィスを構えており、2013年稼働開始として自動二輪車の組み立て工場（インド国内の第三工場、年間生産台数120万台予定）を建設した。ちなみに、2014年にボルボグループのUDトラックスがUD Busesのブランドで販売するバスの生産工場を建築。

## 教育

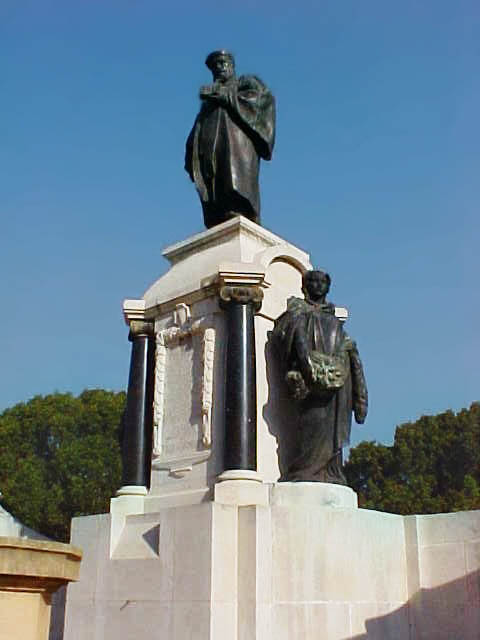
ベンガルールの代表校、インド理科大学院の創立者でありタタ財閥の創始者でもあるJ.N.ターターの像

ベンガルールの中等学校は州政府立と私立があるが、私立学校はふつう授業に英語を使っている。中等学校を卒業すると、学生は芸術、商業、技術の種類のあるジュニア・カレッジ（プレ・ユニバーシティともいう）に進学する。課程を修了すると、学生は一般大学や専門大学に進む。
エンジニアとして、政治家として高名だったマイソール王国首相（1912年 - 1919年）、モークシャグンダム・ヴィシュヴェーシュヴァライヤ（Mokshagundam Visvesvarayya）はバンガロールの教育を発展させるのに重要な役割を果たした。農業科学大学は彼の指導の下、職業訓練のための学校として開校した。彼はまた、1909年にバンガロールに設立されたインド理科大学院（Indian Institute of Science）設立にも深くかかわっている。
バンガロールはその他インド全国に名を知られた大学所在地であり、たとえばインド経営大学院バンガロール校（IIM-B、Indian Institute of Management Bangalore）、インド国立法科大学（National Law School of India University）、バンガロール薬科大学（Bangalore Medical College）などである。セント・ジョン医科大学（St. John's Medical College）、バンガロール医科大学（Bangalore Medical College）はインドの10大医科大にいつも名を連ねている。
ベンガルールのIT産業の求人は、この都市の数多い技術系大学の人材の中から選ばれているのである。

## 交通

### 空港

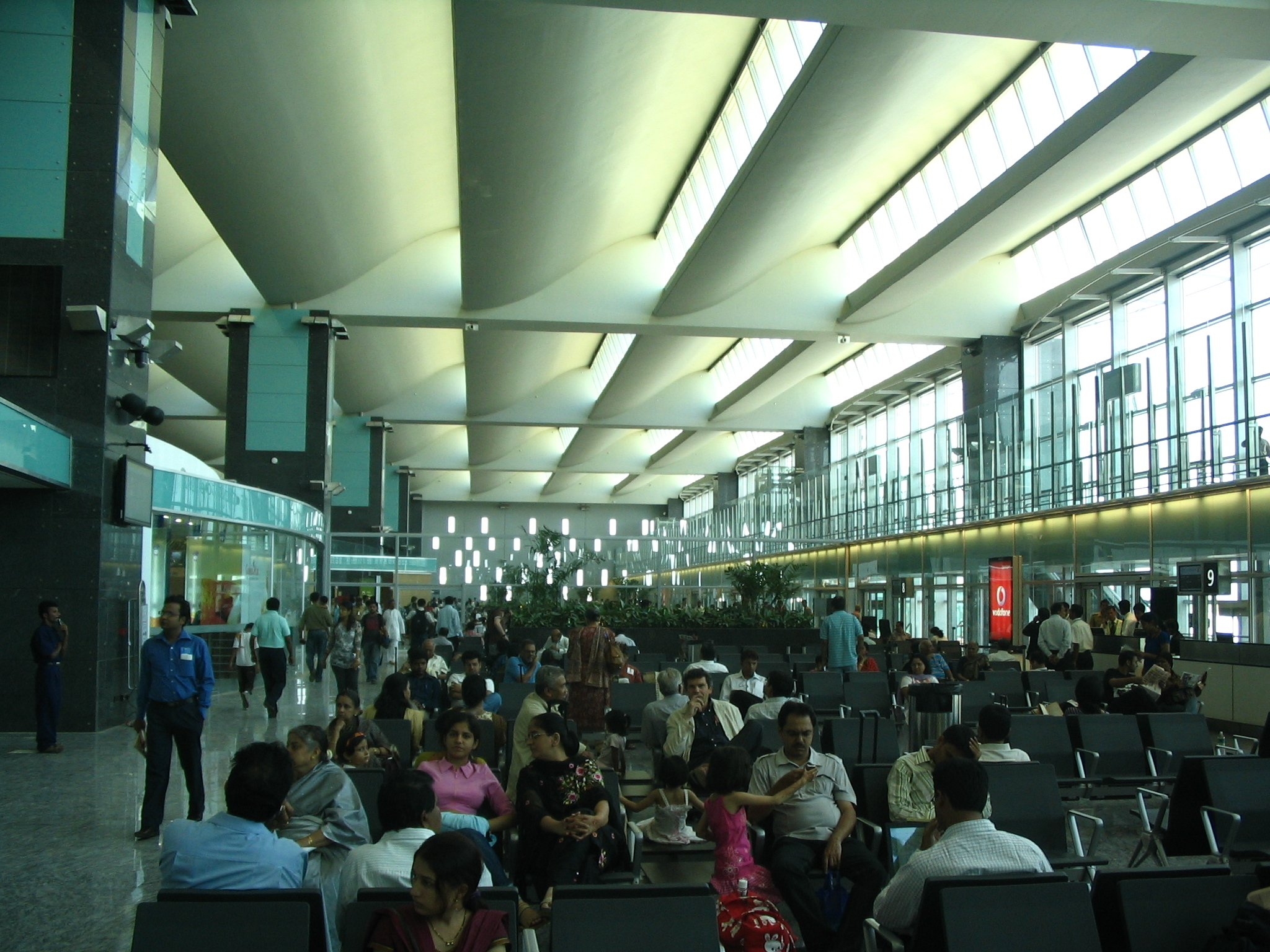
ベンガルール国際空港

ベンガルールの空港は2008年5月11日に開港したケンペゴウダ国際空港である。インドの経済自由化によりインド各地に国内航空会社が誕生し、低価格で売る格安航空会社も数多くベンガルールに就航している。ベンガルールにハブを置くエア・デカンはベンガルールからの発着数が一番多い会社である。
以前は、HAL バンガロール空港を利用しており、インドでも4番目に便数の多い国際・国内空港であった。HAL バンガロール空港はインド空港公社が運営するインド国内の他の都市の空港と違い、準国有企業のヒンドスタン航空機会社 (HAL) が所有・管理する空港で、バンガロールの表玄関という民間の空港の機能と、インド空軍の戦闘機の製造・試験拠点という機能が共存していた。
増大する航空需要にもかかわらず、既得権を持つ企業と軍が民間機の増便に抵抗し、HAL社とカルナータカ州政府の間で議論が長引いていた。1991年、バンガロール新国際空港計画案が誕生したが、計画は官僚手続きや関係する会社や州との争いで長引いた。2億8800万ドルの空港予算は2004年ついに承認され、欧米企業などの参入のもと2005年から建設が始まった。2008年5月、ベンガルール国際空港として開港した。日本からは成田国際空港から日本航空が2022年より定期便が就航している。

### 鉄道
市内の駅からはインド各地とへ向かうインド国鉄の長距離急行列車が発着する。市街地には複数のターミナル駅が存在するが、最大の駅はクランティヴィラ・サンゴリ・ラヤンナ・ベンガルール駅（Krantivira Sangolli Rayanna Bengaluru、国鉄略称SBC）であり、駅名が長いために通常は頭文字をとってケーエスアールベンガルール駅（K.S.R. Bengarulu）と略して呼ばれる。駅名に入るサンゴリ・ラヤンナ（Sangolli Rayanna）は人名であり、1820年代に当時の宗主国イギリスに対して反乱を起こした人物として当地の英雄となっている。かつてはバンガロールシティ駅（Bangalore City）と呼ばれていたが2016年に改称された。国鉄略称SBCなどには旧称の面影が残っている。
このほかに大きな駅として市街地北西側にヤスヴァンプルジャンクション駅（Yesvantapur Junction、国鉄略称YPR）、東側にカントメント駅（Bangalore Cantonment、国鉄略称BNC）とカントメント駅のさらに東にあるサー・モークシャグンダム・ヴィシュヴェーシュヴァライヤ・ベンガルール駅(Sir Mokshagundam Vishveshwarayya Terminal Bengaluru、国鉄略称SMVT）などがある。ヴィシュヴェーシュヴァライヤ駅もケーエスアール駅と同じく当地で活躍した人物であるモークシャグンダム・ヴィシュヴェーシュヴァライヤ（Sir Mokshagundam Srinivasa Shastry Vishveshwarayya）に由来し、長すぎることからエスエムヴィティーベンガルール駅（S.M.V.T. Bengaluru）などと略される。
ラージダーニー急行（Rajdhani Express）のうち、特急列車バンガルール・ラージダーニー急行がニューデリーとの間を結んでいる。またムンバイ、チェンナイ、コルカタ、ハイデラバード、その他カルナータカ州各地の都市とも結ばれている。
市内を結ぶ大量輸送機関としてナンマ・メトロ（Namma metro）の整備が進んでおり、2011年10月に最初の区間が開通した。メトロとは言うものの、地下よりも高架の区間が多い鉄道で、今後も延伸・拡大される予定である。

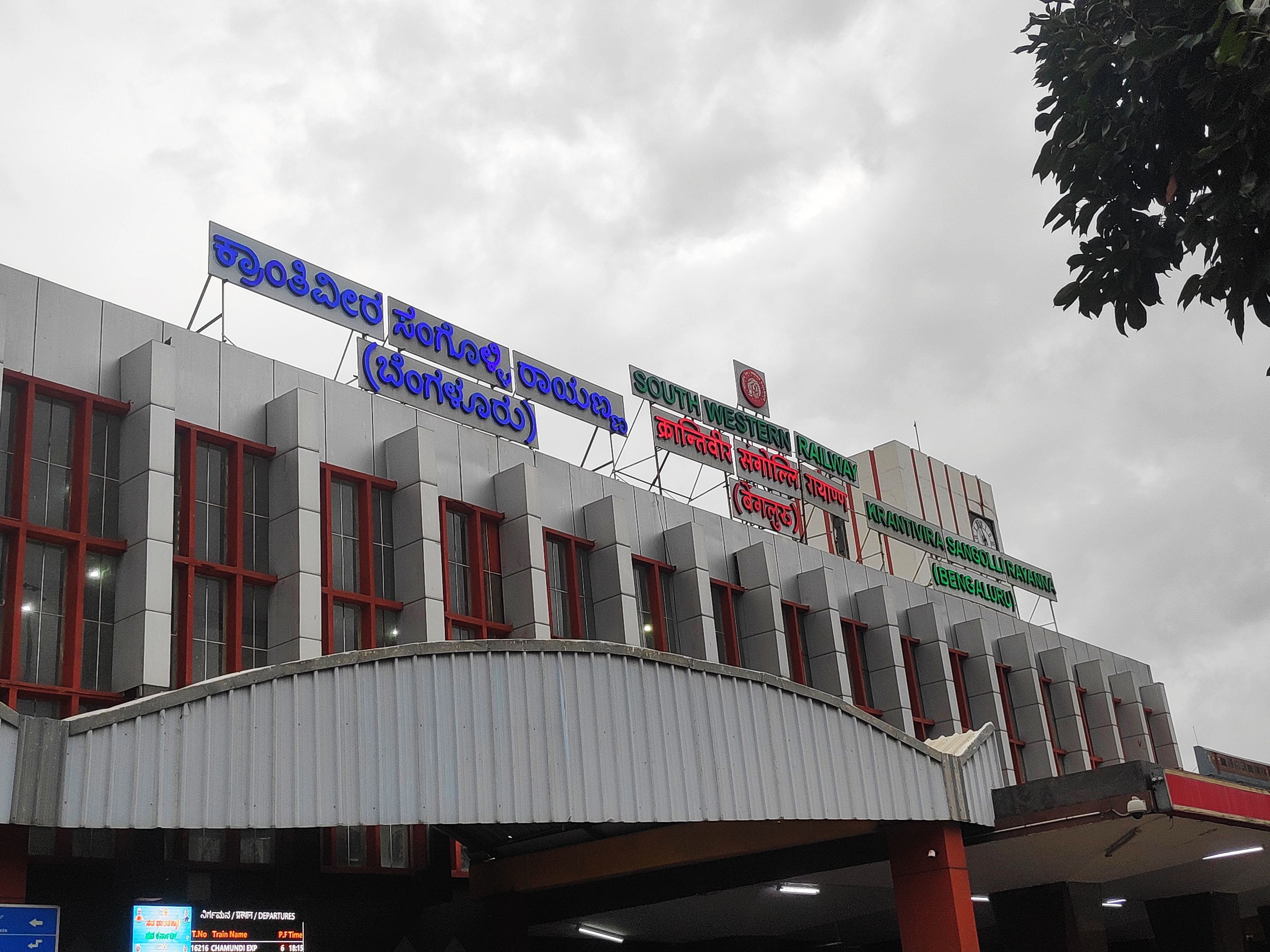
ケーエスアール駅
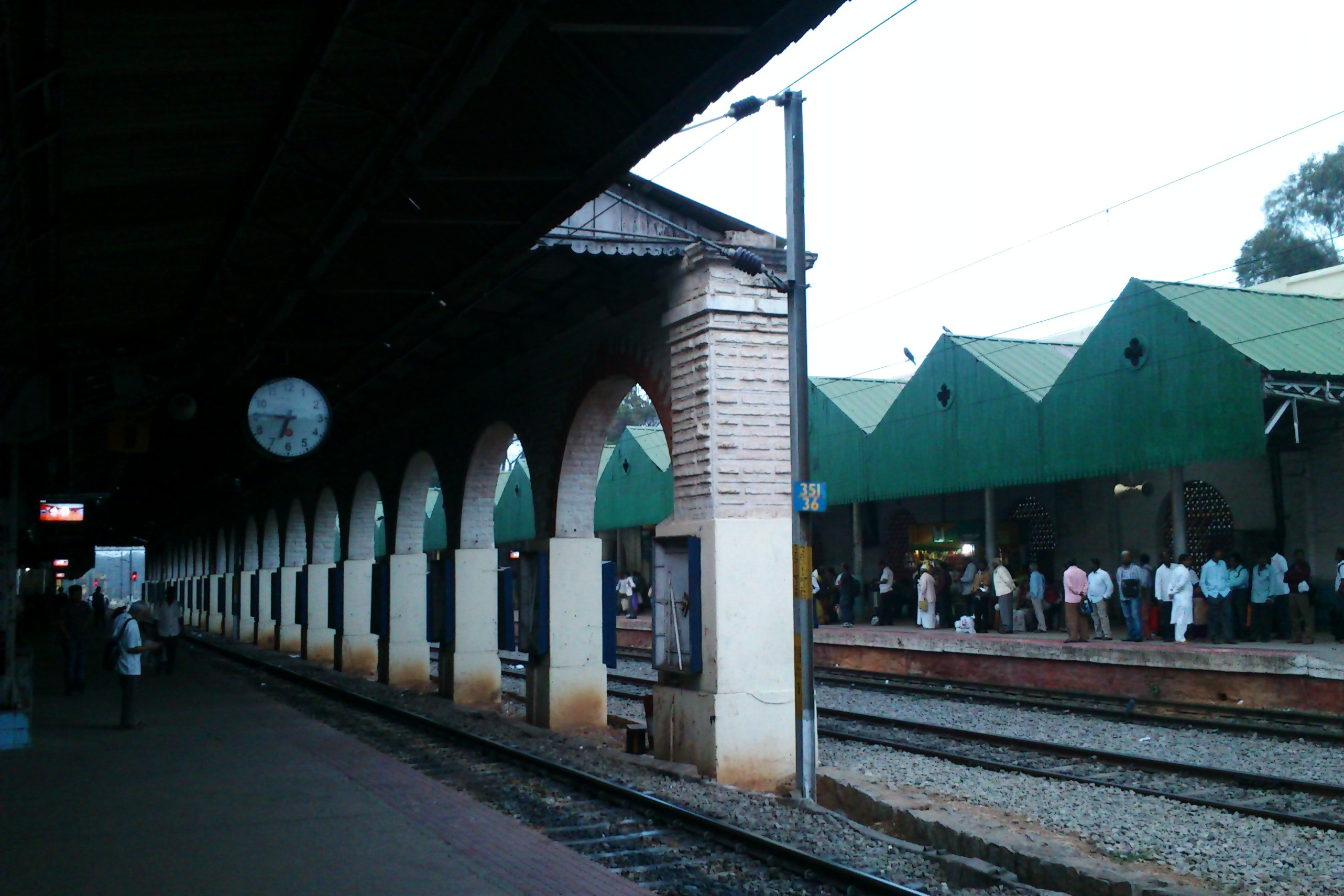
カントメント駅ホーム
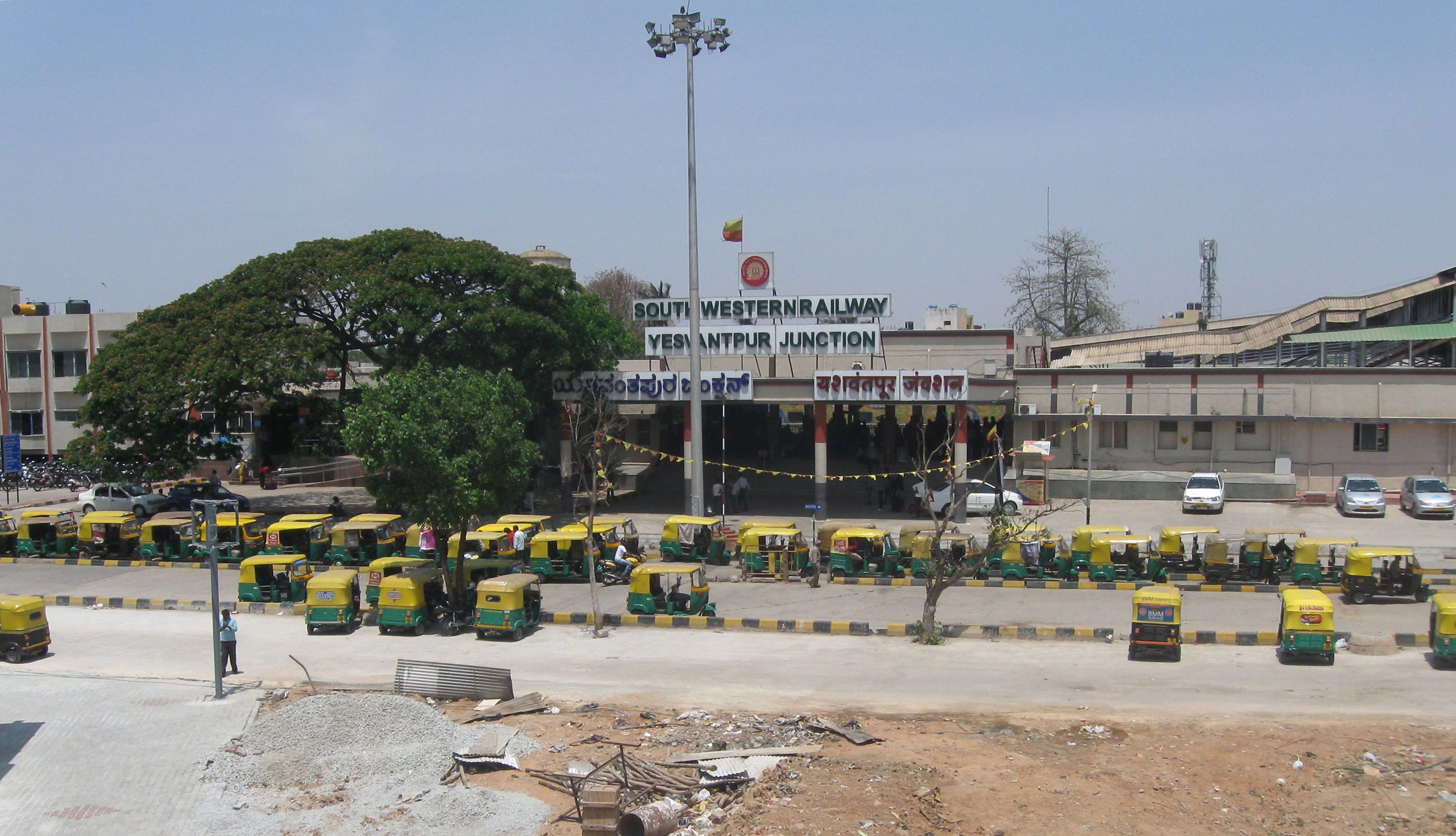
ヤスヴァンプル駅と客待ちのオートリクシャー

### 道路

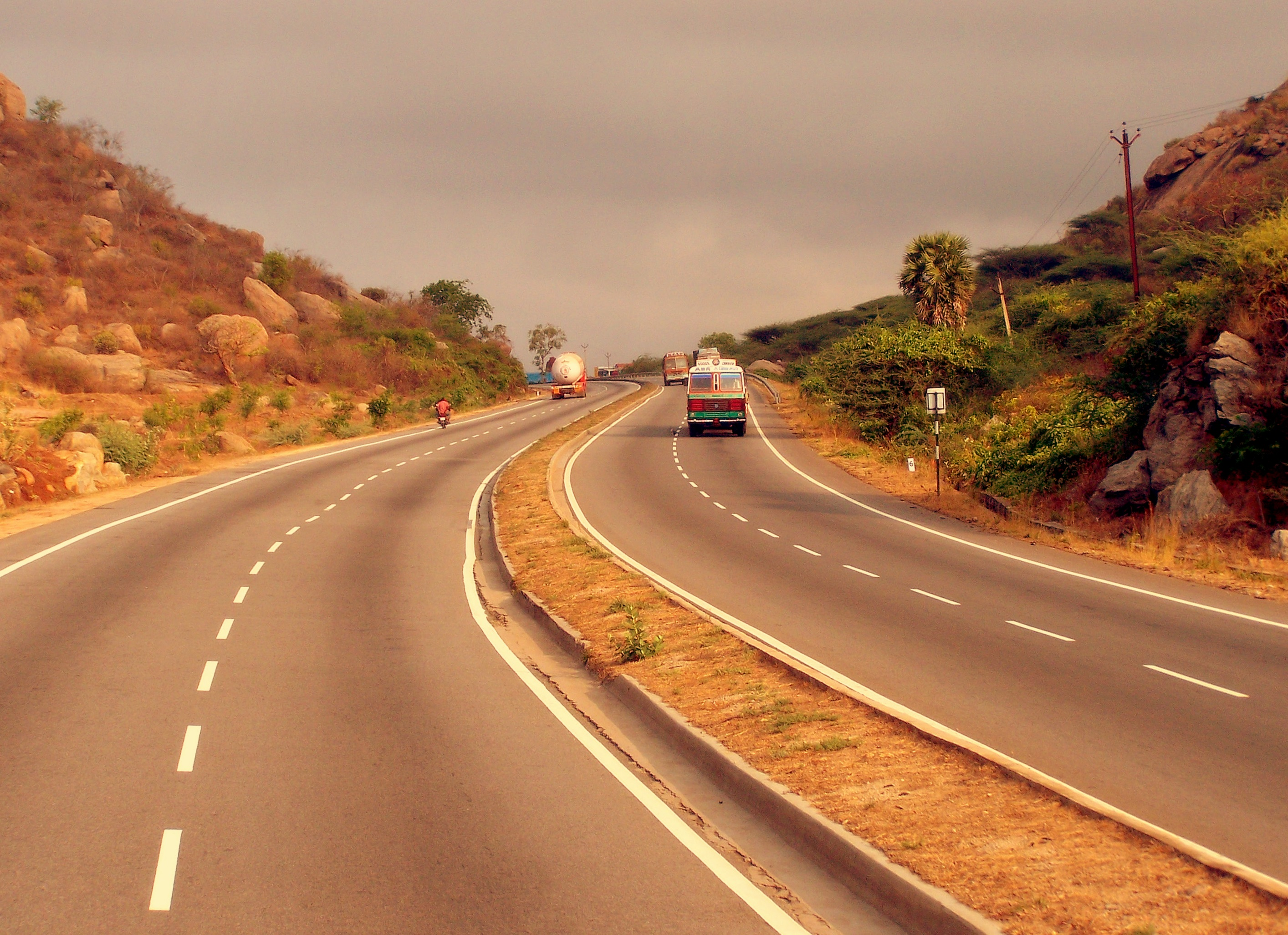
インドの諸大都市を結ぶ幹線高速道路「黄金の四角形」（Golden Quadrilateral）のベンガルール・チェンナイ間

### タクシー
黒と黄色の三輪オート・リクシャー（単に「オート」ともいう）はもっとも便利な市内交通手段である。メーターが着いており、3人まで乗客を乗せることができる。4人まで乗客を乗せられるタクシー（シティ・タクシー）はいくつかの会社が運営しており、オート・リキシャよりは値が高い。

### バス

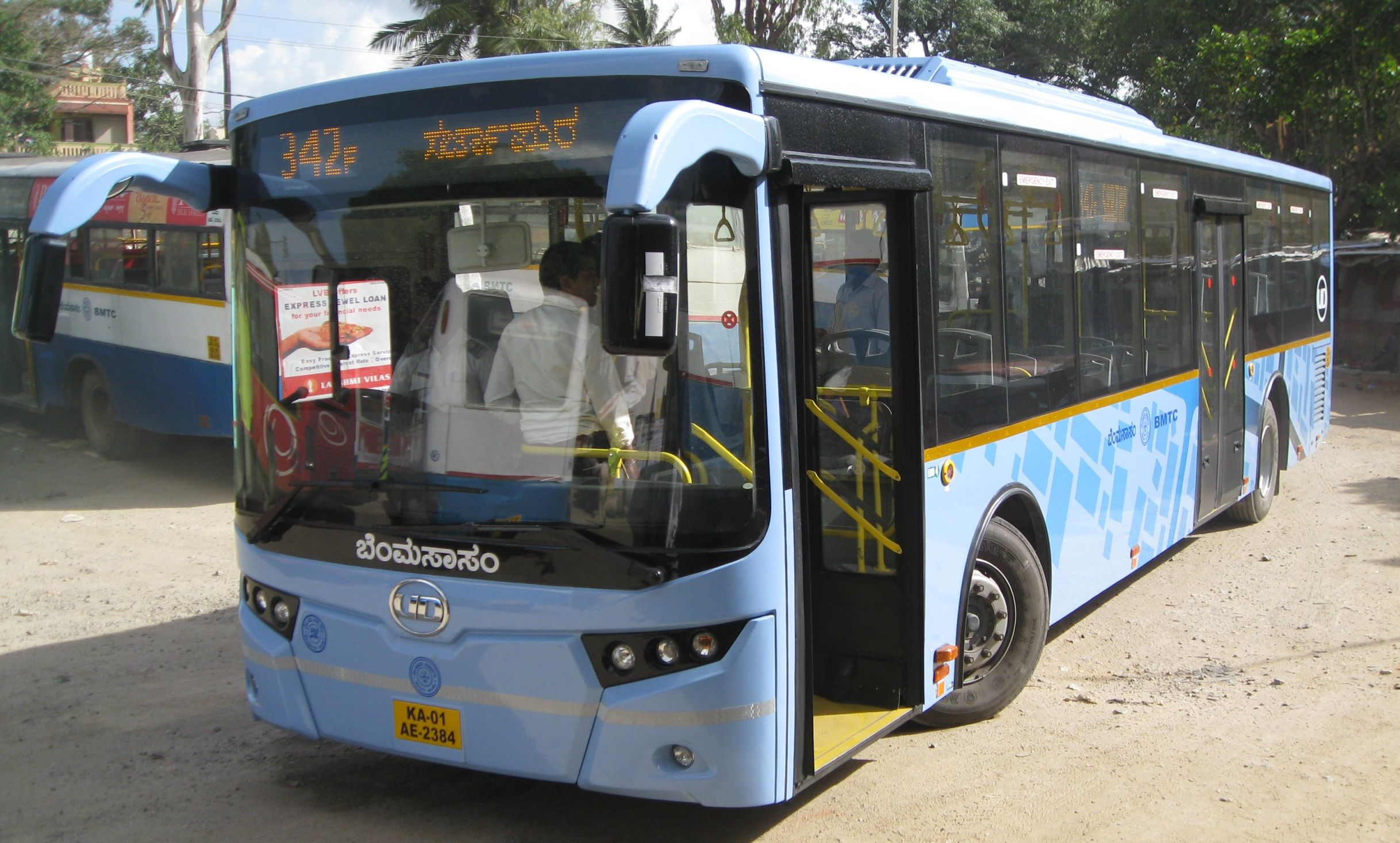
ベンガルールを走るBMTCのバス
（UD・SLF）

ベンガルール大都市圏交通公社（BMTC）は3000台を超えるバスを運行し、280万人の通勤客をさばいている。州内外の都市間バスはカルナータカ州道路交通公社(KSRTC)が運行している。

## 文化

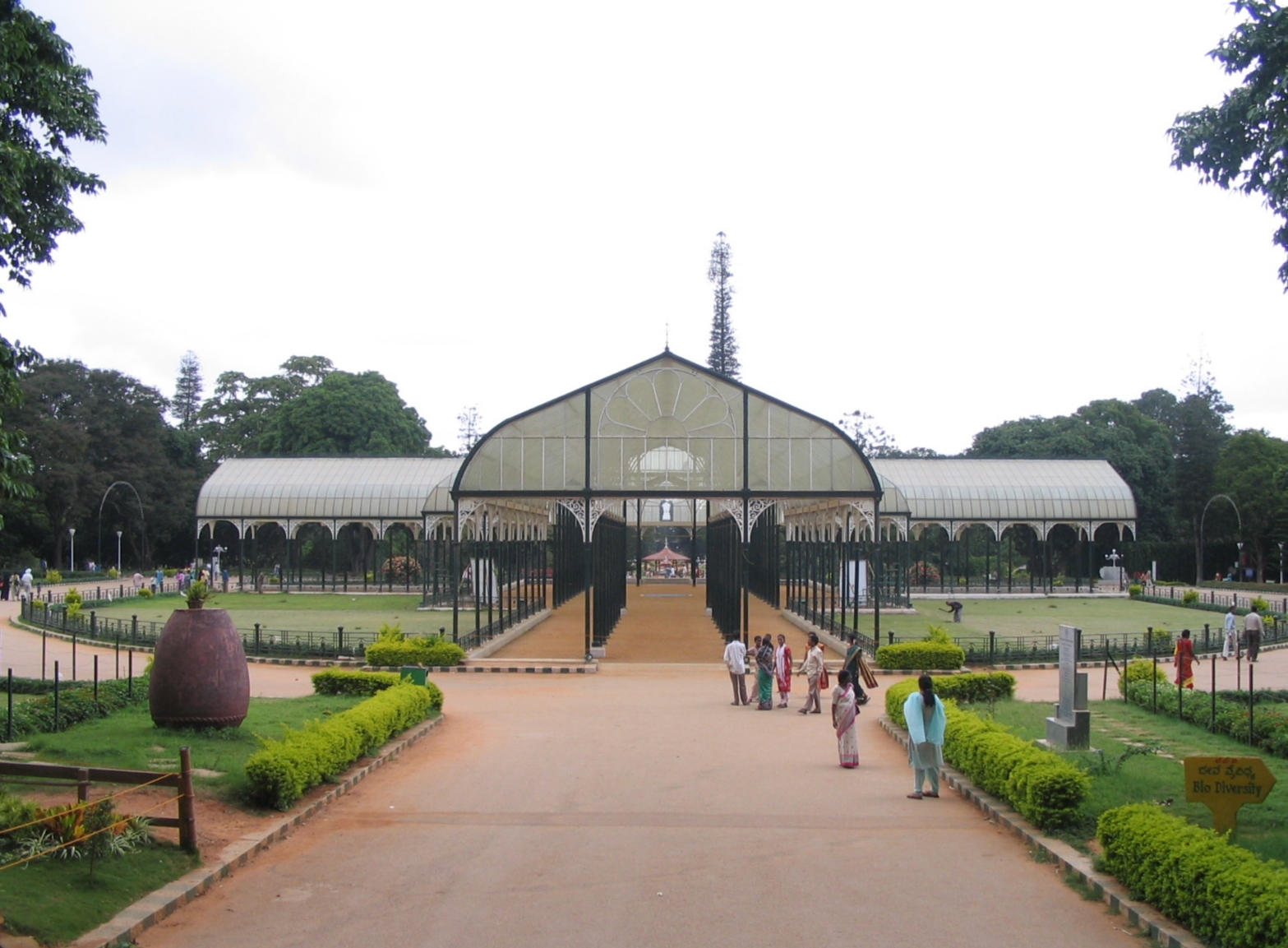
ラール・バーグ植物園

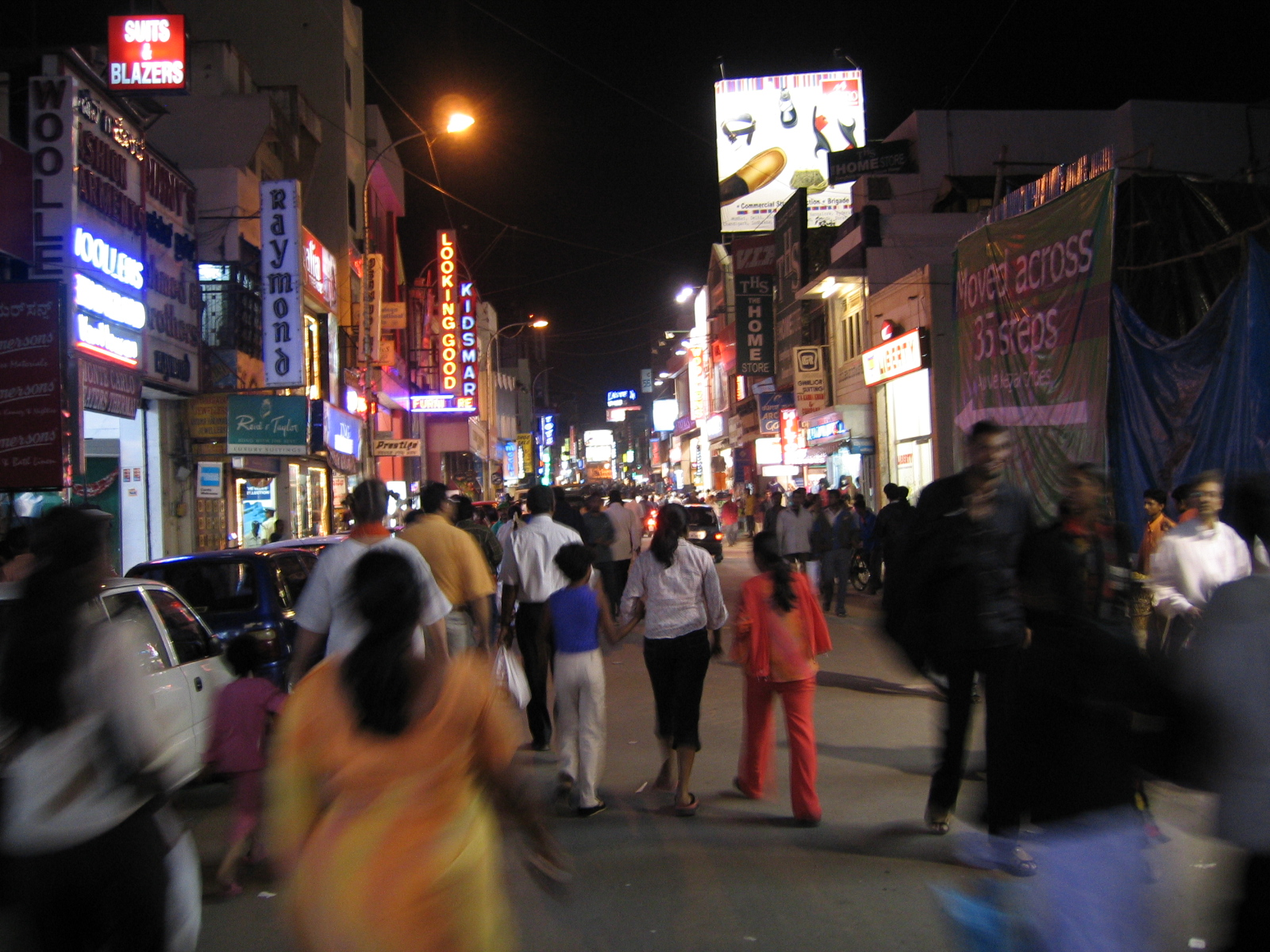
ベンガルールの繁華街、コマーシャル・ストリート

ベンガルールはその気候、緑の豊かさ、またラール・バーグ植物園（Lal Bagh）、カボン公園（Cubbon Park）ほか多くの都市公園が整備されていることから「インドの庭園都市」として有名である。ディーパーヴァリー（ದೀಪಾವಳಿ, Deepavali）、『光の祭典』には多くの信者の列ができ、活力のある祭りである。ダサラ（ದಸರ, Dussera）はかつてのマイソール王国を特徴付ける伝統的な祭典でこれもベンガルールの重要な祭りである。
ベンガルールはカンナダ語映画産業の中心で、毎年80本ほどのカンナダ語映画が作られる。カンナダ語映画のほとんどはミュージカルで、そのサウンドトラックは市内で人気を博している。カンナダ語映画の人気は新しい流行語、バンガロール・カンナダ語を生んでいる。これは若者文化から生まれたもので、英語や他のインドの言語の影響が強いカンナダ語である。
またベンガルールは食べ物や茶の屋台、インド各地の料理、ベジタリアン料理、中華や西洋料理など食も豊富であり、ベジタリアンが多い国にもかかわらずケンタッキーフライドチキンでさえも食することができる。クラブ、バー、パブが多く、若者の夜遊びの選択肢の多さもインド随一である。欧米のロックバンドがベンガルールにライブに来ることも多い。

## スポーツ

### クリケット

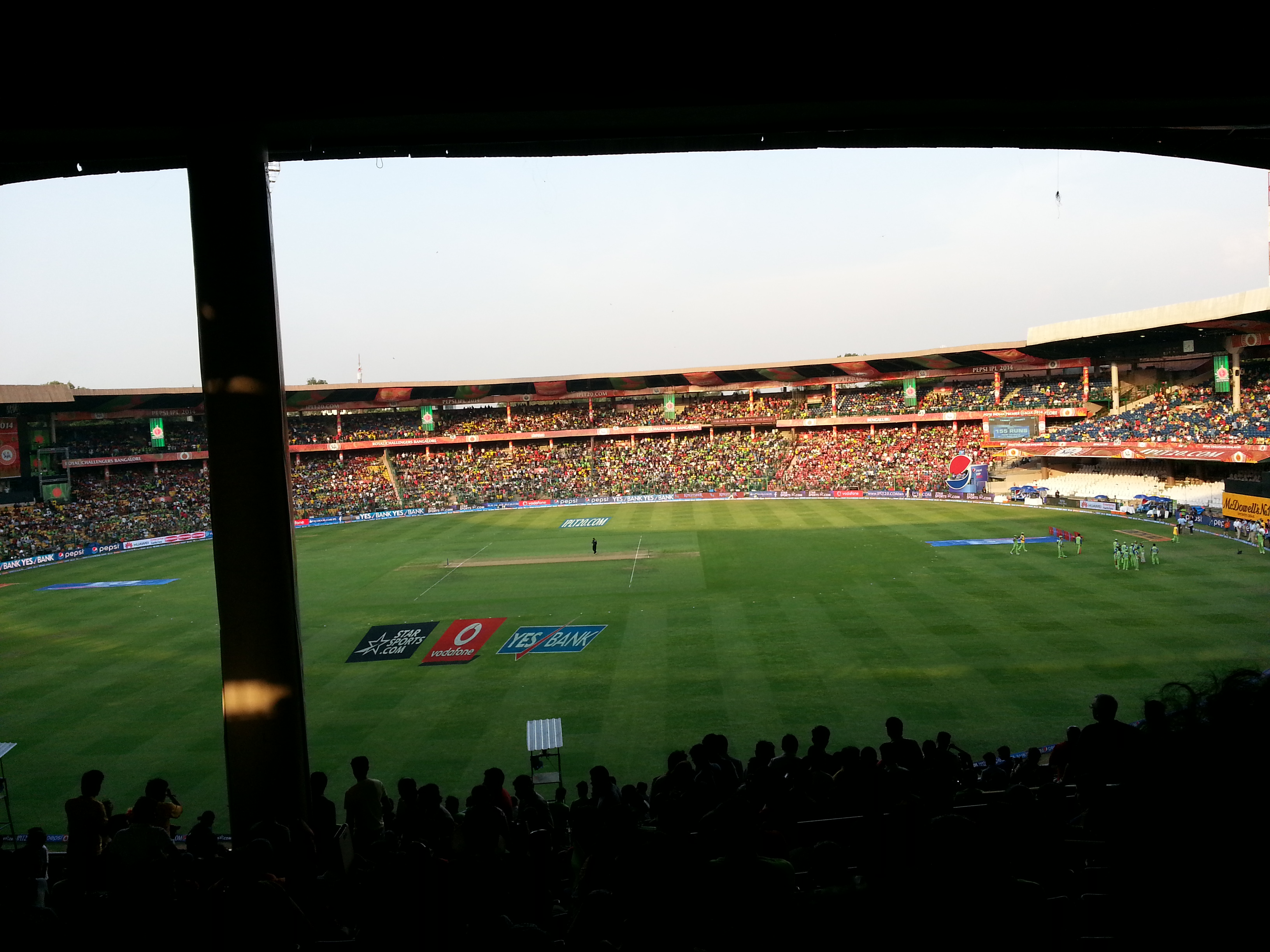
クリケット専用スタジアムのM. チナズワミー・スタジアム

クリケットはベンガルールで圧倒的に人気のスポーツである。最も象徴的な現代エンターテイメントとも言われ、ボリウッド映画より人気が高いと評される。トゥエンティ20形式のプロリーグであるインディアン・プレミアリーグ (IPL)が2008年に開幕し、ベンガルールにはロイヤル・チャレンジャーズ・バンガロールが所在している。ホームスタジアムは、クリケット・ワールドカップの試合の会場として使用されたことがあるM. チナズワミー・スタジアムである。2023年時点でIPLでの優勝は一度もないが、3度の準優勝を経験している。2022年のフォーブスの発表によると、チームの資産価値は10億2500万ドルであり、北米4大プロスポーツリーグのチームに匹敵する規模がある。所属選手のヴィラット・コーリは2010年代から2020代を代表する世界のトップ選手の一人である。ベンガルールはナショナル・チームのメンバーなど、インドの多くの有名クリケット選手を生んでいる。2023年には女子プロクリケットリーグの女子プレミアリーグ（WPL）が創設され、ベンガルールにはロイヤル・チャレンジャーズ・バンガロール（WPL）が所在している。
子供たちも路上や公園でクリケット遊びに余念がない。また、エリートのためのクラブも多く、バンガロール・ゴルフ・クラブのほか、マイソール王やウィンストン・チャーチルも会員だったバンガロール・クラブがある。

### その他
サッカーは人気スポーツの一つである。2013年にプロリーグのインディアン・スーパーリーグ（ISL）が創設され、ベンガルールにはベンガルールFCが所在している。2018-19シーズンにISLで初優勝をした。

## ゆかりの人物

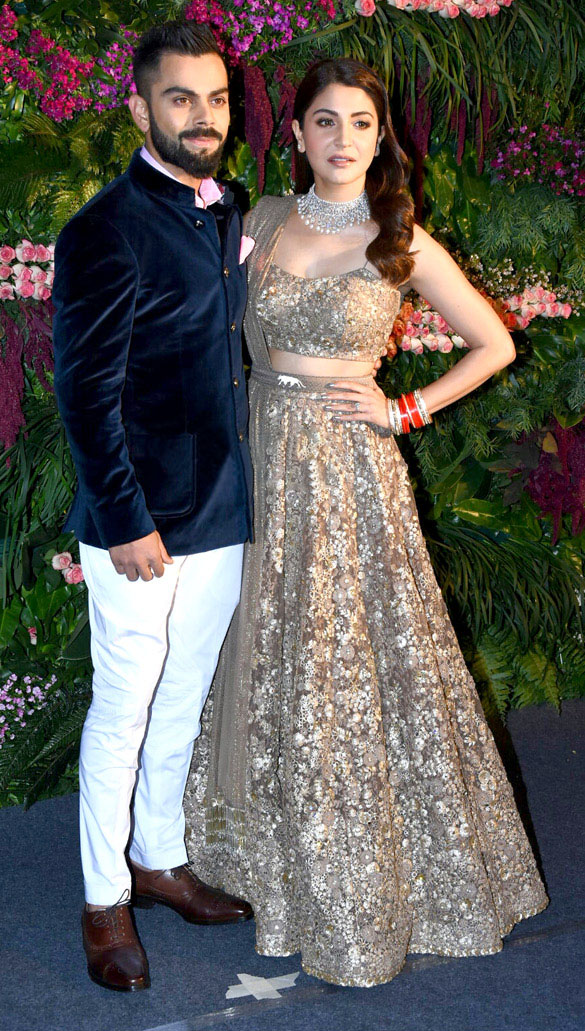
ヴィラット・コーリとベンガルール出身の女優アヌシュカ・シャルマ

- ヴィラット・コーリ - クリケット選手
- アヌシュカ・シャルマ - 女優
- プラカーシュ・ラージ - 俳優、映画監督

## 姉妹都市
- ミンスク、ベラルーシ
- サンフランシスコ、アメリカ合衆国
- 成都市、中国
- クリーブランド、アメリカ合衆国

## その他
2006年10月に行われたサッカーアジアユース選手権の開催地である。
サイババは夏の間、ベンガルールの郊外ホワイトフィールドで過ごすのが慣例であった。